# Pachycondyla laevissima
Pachycondyla laevissima är en myrart som beskrevs av Arnold 1915. Pachycondyla laevissima ingår i släktet Pachycondyla och familjen myror.

## Underarter
Arten delas in i följande underarter:
- P. l. aspera
- P. l. laevissima

## Bildgalleri

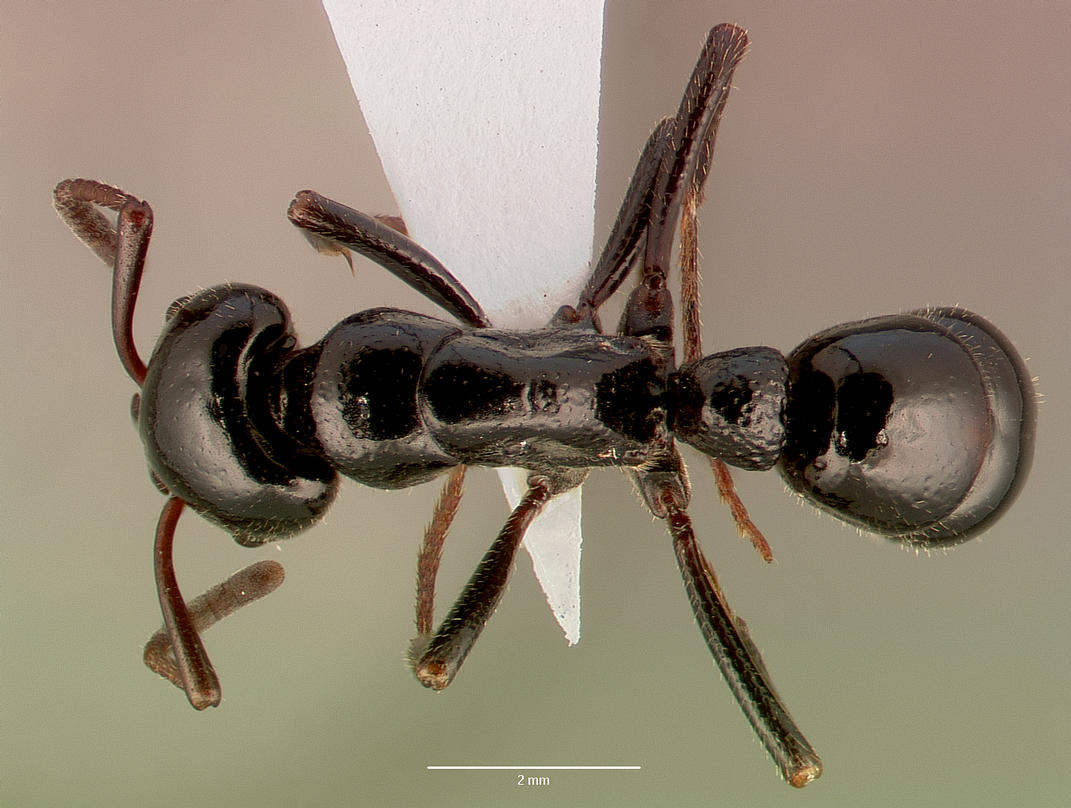
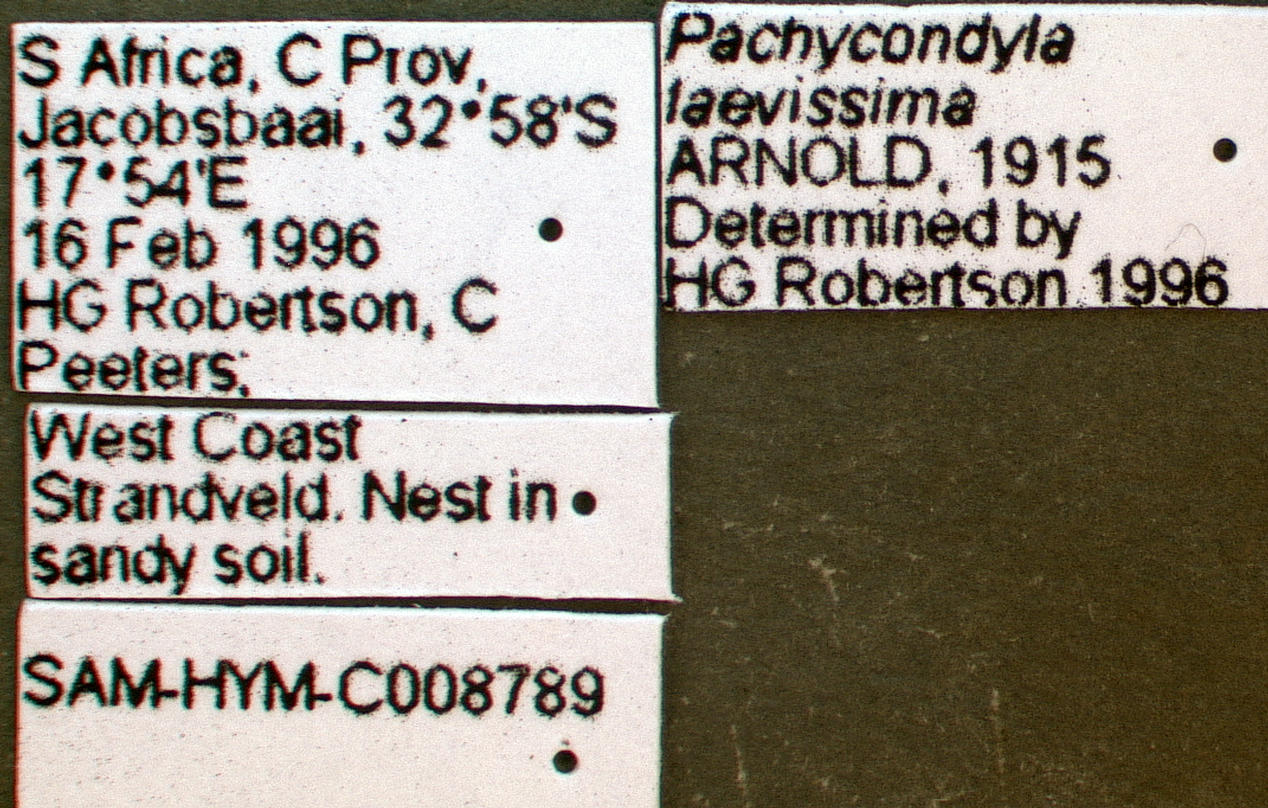
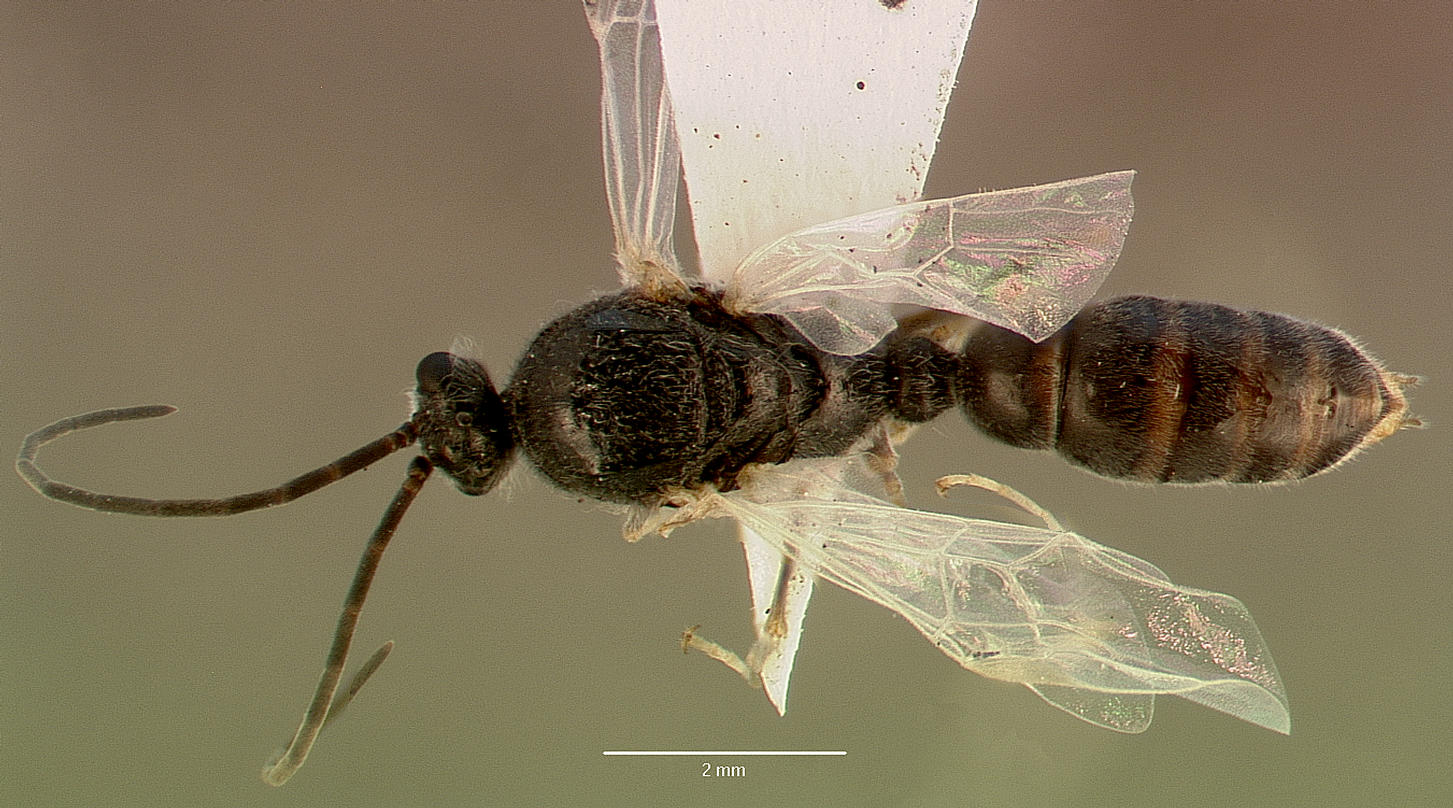
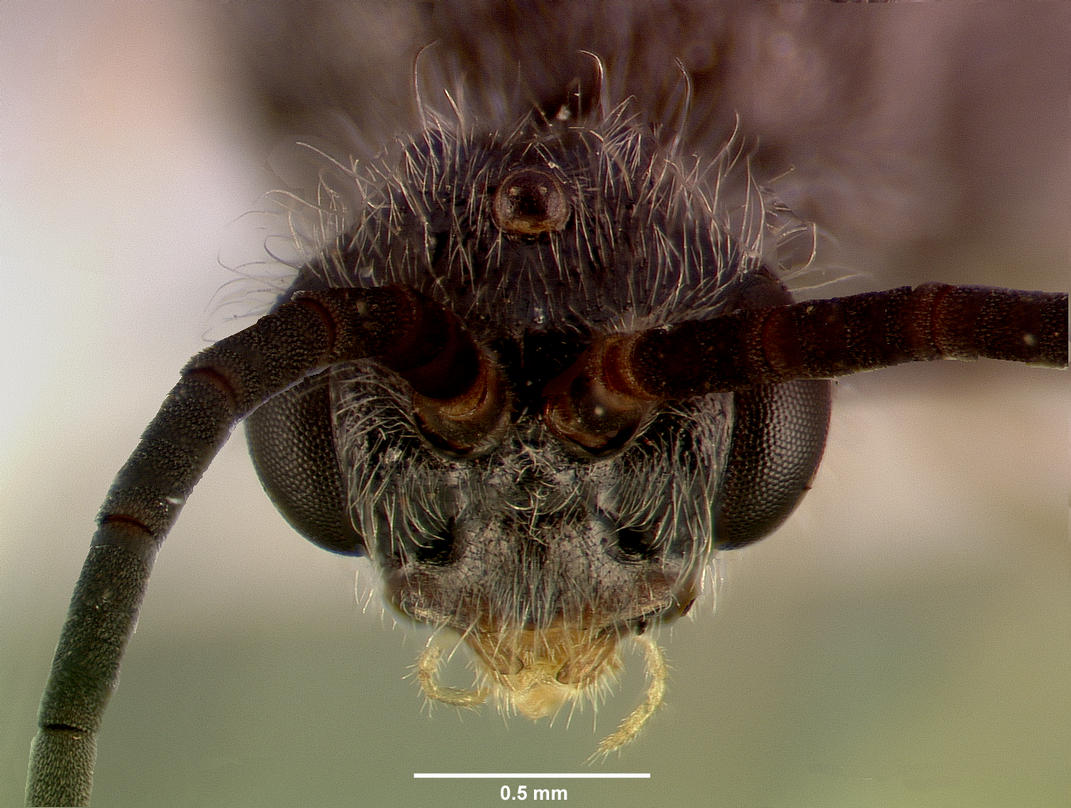
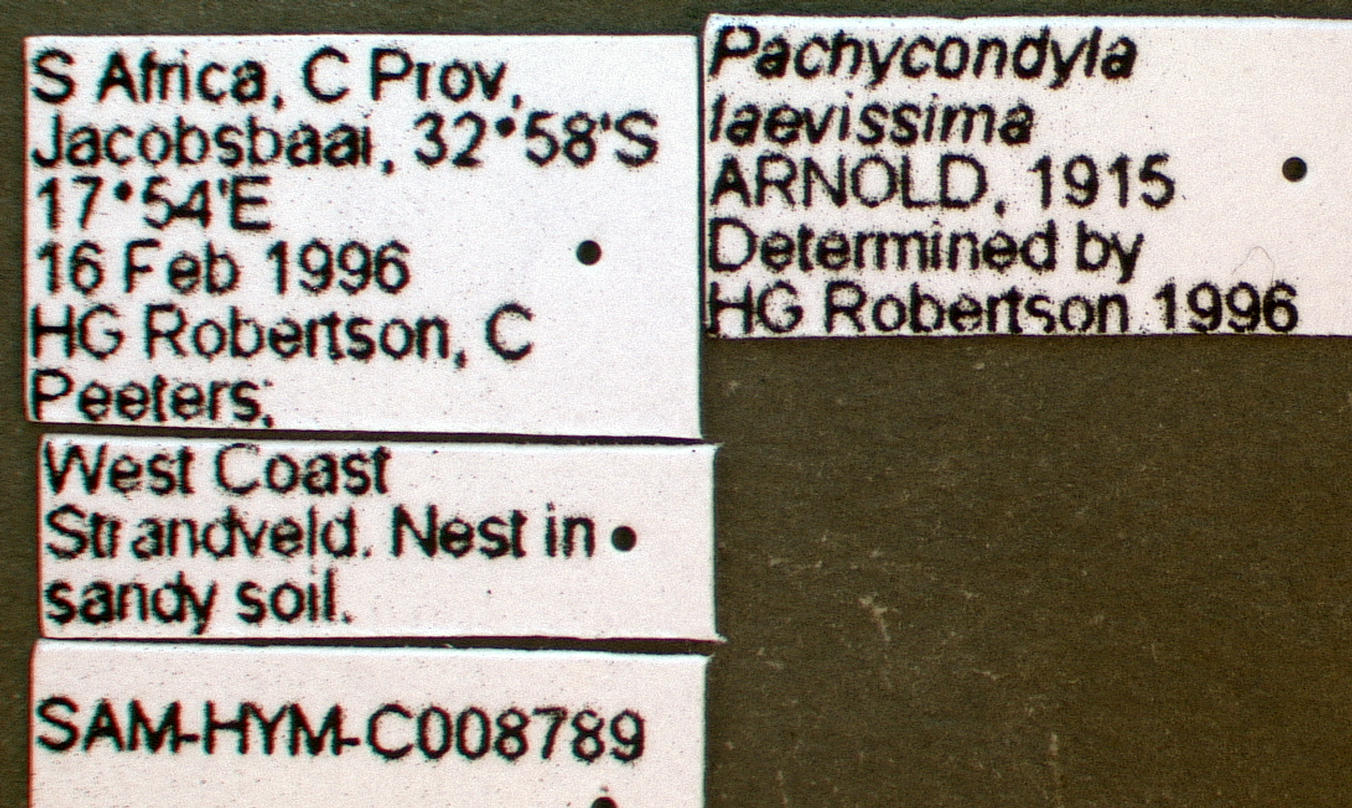